# Diego López Noguerol
Diego López Noguerol (Turón, 13 mei 2002) is een Spaans voetballer die bij voorkeur als vleugelspeler speelt. Hij tekende in 2021 voor Valencia CF.

## Clubcarrière
Valencia CF haalde Diego López in 2021 weg bij FC Barcelona. In zijn debuutseizoen promoveerde hij met Valencia CF Mestalla. Op 22 augustus 2022 maakte hij zijn opwachting in La Liga tegen Atlético Madrid. Op 21 mei 2023 maakte hij de enige treffer tegen Real Madrid, zijn eerste treffer op het hoogste niveau.